# U-451 (tàu ngầm Đức)
U-451 là một tàu ngầm tấn công  Lớp Type VII thuộc phân lớp Type VIIC được Hải quân Đức Quốc Xã chế tạo trong Chiến tranh Thế giới thứ hai. Nhập biên chế năm 1941, nó đã thực hiện được bốn chuyến tuần tra và đánh chìm được một tàu chiến tải trọng 550 tấn. Trong chuyến tuần tra cuối cùng, U-451 bị một máy bay ném bom-ngư lôi Fairey Swordfish của Không lực Hải quân Hoàng gia đánh chìm trong Đại Tây Dương về phía Tây Bắc Tangier, Maroc vào ngày 21 tháng 12, 1941.

## Thiết kế và chế tạo

### Thiết kế

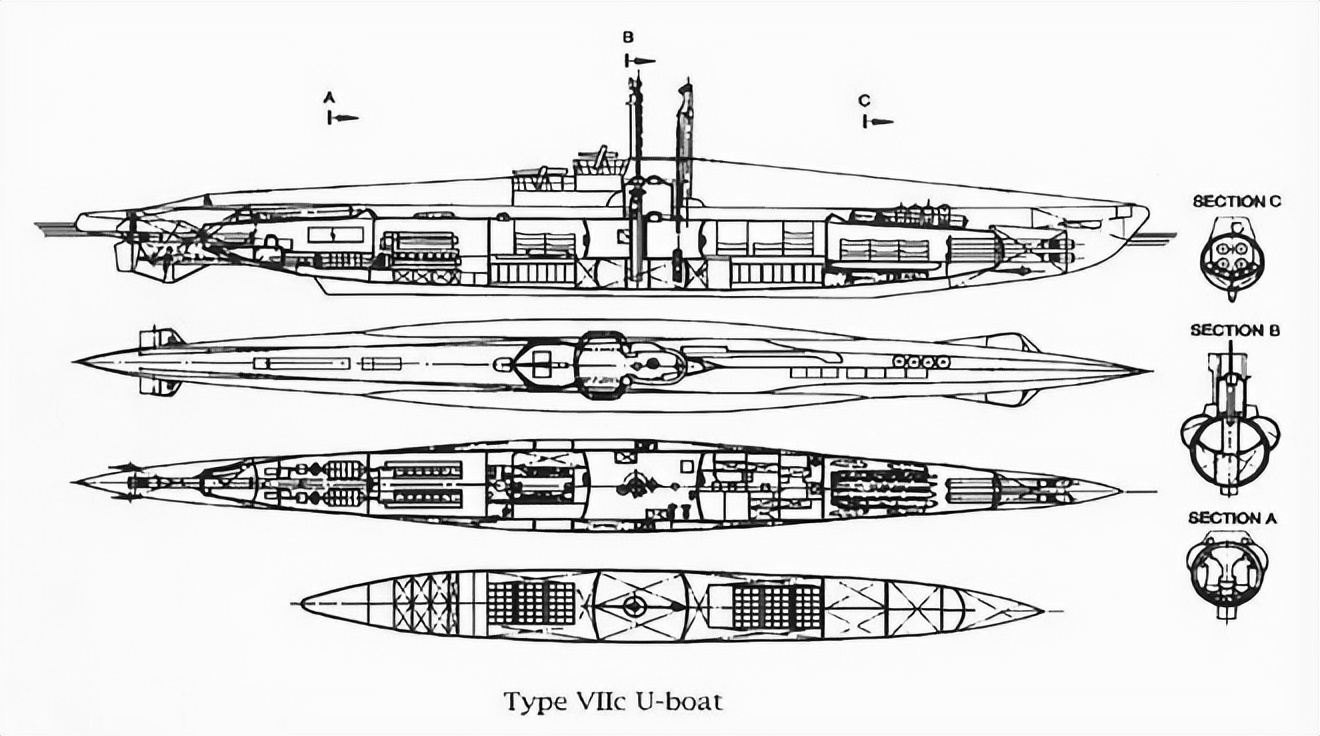
Sơ đồ các mặt cắt một tàu ngầm Type VIIC

Phân lớp VIIC của Tàu ngầm Type VII là một phiên bản VIIB được kéo dài thêm. Chúng có trọng lượng choán nước 769 t (757 tấn Anh) khi nổi và 871 t (857 tấn Anh) khi lặn). Con tàu có chiều dài chung 67,10 m (220 ft 2 in), lớp vỏ trong chịu áp lực dài 50,50 m (165 ft 8 in), mạn tàu rộng 6,20 m (20 ft 4 in), chiều cao 9,60 m (31 ft 6 in) và mớn nước 4,74 m (15 ft 7 in).
Chúng trang bị hai động cơ diesel Germaniawerft F46 siêu tăng áp 6-xy lanh 4 thì, tổng công suất 2.800–3.200 PS (2.100–2.400 kW; 2.800–3.200 bhp), dẫn động hai trục chân vịt đường kính 1,23 m (4,0 ft), cho phép đạt tốc độ tối đa 17,7 kn (32,8 km/h), và tầm hoạt động tối đa 8.500 nmi (15.700 km) khi đi tốc độ đường trường 10 kn (19 km/h). Khi đi ngầm dưới nước, chúng sử dụng hai động cơ/máy phát điện Garbe, Lahmeyer & Co. RP 137/c  tổng công suất 750 PS (550 kW; 740 shp). Tốc độ tối đa khi lặn là 7,6 kn (14,1 km/h), và tầm hoạt động 80 nmi (150 km) ở tốc độ 4 kn (7,4 km/h). Con tàu có khả năng lặn sâu đến 230 m (750 ft).
Vũ khí trang bị có năm ống phóng ngư lôi 53,3 cm (21 in), bao gồm bốn ống trước mũi và một ống phía đuôi, và mang theo tổng cộng 14 quả ngư lôi, hoặc tối đa 22 quả thủy lôi TMA, hoặc 33 quả TMB. Tàu ngầm Type VIIC bố trí một hải pháo 8,8 cm SK C/35 cùng một pháo phòng không 2 cm (0,79 in) trên boong tàu. Thủy thủ đoàn bao gồm 4 sĩ quan và 40-56 thủy thủ.

### Chế tạo
U-451 được đặt hàng vào ngày 20 tháng 10, 1939, và được đặt lườn tại xưởng tàu của hãng Deutsche Werke AG ở Kiel vào ngày 18 tháng 5, 1940. Nó được hạ thủy vào ngày 5 tháng 3, 1941, và nhập biên chế cùng Hải quân Đức Quốc Xã vào ngày 3 tháng 5, 1941 dưới quyền chỉ huy của Hạm trưởng, Thiếu tá Hải quân Eberhard Hoffmann.

## Lịch sử hoạt động
Sau khi hoàn tất việc huấn luyện trong thành phần Chi hạm đội U-boat 3, U-451 được điều sang Chi hạm đội U-boat 3 từ ngày 1 tháng 7, 1941 để hoạt động trên tuyến đầu cho đến khi bị mất.

### Chuyến tuần tra thứ nhất
Sau khi di chuyển từ Kiel lần lượt đến các cảng Horten, Trondheim và Kirkenes cùng thuộc Na Uy trong tháng 6 và tháng 7, 1941, U-451 khởi hành từ cảng Kirkenes ở phía cực Bắc Na Uy này vào ngày 30 tháng 7 cho chuyến tuần tra đầu tiên trong chiến tranh. Trong biển Barents ngoài khơi Murmansk, Liên Xô vào ngày 10 tháng 8, nó phóng ngư lôi tấn công và đánh chìm tàu corvette Liên Xô Zhemchug (số 27) (550 tấn) tại tọa độ 68°39′B 42°07′Đ / 68,65°B 42,117°Đ. Chiếc tàu ngầm kết thúc chuyến tuần tra và quay trở về Kirkenes vào ngày 12 tháng 8.

### Chuyến tuần tra thứ hai
Trong chuyến tuần tra thứ hai, cùng xuất phát và kết thúc tại Kirkenes và diễn ra từ ngày 19 tháng 8 đến ngày 12 tháng 9, U-451 tiếp tục hoạt động tại khu vực biển Barents, nhưng không đánh chìm được mục tiêu nào. Sau đó con tàu quay trở về cảng Kiel vào cuối tháng 9.

### Chuyến tuần tra thứ ba
U-451 khởi hành từ cảng Kiel vào ngày 25 tháng 11 cho chuyến tuần tra thứ ba. Nó tiến ra Bắc Hải, rồi băng qua khe GI-UK giữa các quần đảo Shetland và Faroe để vòng qua quần đảo Anh, và đi đến cảng Lorient bên bờ Đại Tây Dương của Pháp đã bị Đức chiếm đóng, đến nơi vào ngày 12 tháng 12.

### Chuyến tuần tra thứ tư – Bị mất
U-451 xuất phát từ cảng Lorient vào ngày 15 tháng 12 cho chuyến tuần tra thứ tư, cũng là chuyến cuối cùng. Nó băng qua vịnh Biscay để đi đến một điểm giữa Đại Tây Dương, và sau đó hướng đến eo biển Gibraltar để tìm cách xâm nhập vào Địa Trung Hải. Ở vị trí về phía Tây Bắc Tangier, Maroc vào ngày 21 tháng 12, U-451 bị một máy bay ném bom-ngư lôi Fairey Swordfish thuộc Liên đội 812 Không lực Hải quân Hoàng gia xuất phát từ Gibraltar đánh chìm tại tọa độ 35°55′B 6°8′T / 35,917°B 6,133°T. 44 thành viên thủy thủ đoàn của U-451 đã tử trận, và chỉ có một người sống sót duy nhất, Trung úy Walter Köhler, được cứu vớt và bị bắt làm tù binh chiến tranh.
U-451 thoạt tiên bị radar trên chiếc Fairey Swordfish phát hiện từ khoảng cách 3,5 mi (5,6 km) ở vị trí khoảng 18 nmi (33 km) về phía Tây Bắc mũi Spartel, Maroc. Chiếc Swordfish tiếp cận và nhìn thấy chiếc U-Boat đang hướng sang phía Đông. Ba quả mìn sâu được thả đón đầu con tàu, và quả thứ hai đã kích nổ ngay bên dưới U 451 khiến chiếc tàu ngầm biến mất. Sau đó hai vệt dầu loang lớn đường kính lên đến 300 yd (270 m) được phát hiện. Khi được thẩm vấn, Trung úy Köhler khai rằng anh đang đứng trên cầu tàu cùng ba thủy thủ khác, và tiếng máy bay bị tiếng động cơ diesel cpn tàu lấn át mãi cho đến khi các quả mìn được thả xuống. Köhler không thể trở vào trong tàu trước khi cửa nắp chiếc U-boat đóng lại, và khi con tàu đắm phần mũi xuống nước, anh rời tàu và bơi trong suốt 1,5 giờ trước khi được cứu vớt.

### Tóm tắt chiến công
U-451 đã đánh chìm được một tàu chiến tải trọng 550 tấn:
| Ngày             | Tên tàu          | Quốc tịch        | Tải trọng | Số phận      |
| ---------------- | ---------------- | ---------------- | --------- | ------------ |
| 10 tháng 8, 1941 | Zhemchug (số 27) | Hải quân Liên Xô | 550       | Bị đánh chìm |